# Sara Bello
Sara Del Carmen Bello Herrera (Las Tablas, Los Santos, 17 de diciembre de 1987) es la campeona del concurso de belleza de Panamá, ganadora del Panamá Intercontinental 2013, abril de 2013 para Miss Intercontinental 2013, reina del carnaval internacional de Calle Abajo de Las Tablas 2007, provincia de Los Santos, Panamá.

## Biografía
Sara ganó su primer concurso de belleza a principios de 2007 cuando se convirtió en reina del carnaval de Las Tablas.bello tiene 5 años pie 1⁄2 pulgada (1,66 m) de altura y compitió en el certamen nacional de belleza Miss Panamá 2013. Representó a la provincia de Los Santos.Representó a Panamá en el certamen Miss Intercontinental 2013 en Alemania en noviembre de 2013, donde se ubicó en el Top 15 y ganó el Traje Nacional.

## enlaces externos
- Esta obra contiene una traducción  derivada de «Sara Bello» de Wikipedia en inglés, publicada por sus editores bajo la Licencia de documentación libre de GNU y la Licencia Creative Commons Atribución-CompartirIgual 4.0 Internacional.
- Sara Bello en Instagram

- Datos: Q16198684